# Emo Girl (canción)
«Emo Girl» es una canción del músico estadounidense Machine Gun Kelly. Fue lanzada como sencillo de su sexto álbum de estudio Mainstream Sellout (anteriormente llamado Born with Horns). La canción fue producida por el baterista Travis Barker y cuenta con la voz de Willow Smith. El sencillo fue lanzado el 4 de febrero de 2022.

## Antecedentes
En 2021, el músico Machine Gun Kelly informó que había trabajado en una colaboración con Willow Smith; en este momento, la canción tenía el título provisional de "Emo Prom". La canción se mostró por primera vez el 30 de enero de 2022 a través de la cuenta de Tiktok de Kelly, con el título "Cherry Red Lipstick". Para el 4 de febrero de 2022, el video ha amasado un total de 17 millones de vistas. La versión completa de la canción, ahora titulada "Emo Girl", fue lanzada el 4 de febrero, justo después de que Kelly anunciara que el álbum correspondiente a la canción había sido renombrado de "Born with Horns" a Mainstream Sellout. La canción cuenta con batería, producción y crédito de coautoría del baterista de Blink-182, Travis Barker, quien había colaborado previamente con Kelly en su álbum de 2020, Tickets to My Downfall.

## Temas y composición
La canción fue descrita como pop punk por distintos medios, siendo comparada al trabajo realizado por bandas como Blink-182, New Found Glory y Bowling for Soup. La pista comienza con un soundbite o "fragmento de sonido" de la prometida de Kelly, Megan Fox, afirmando que ella es un dios, seguido inmediatamente por un riff de guitarra. El soundbite proviene de la película de 2009, Jennifer's Body.
La canción luego pasa a una letra que fue descrita por Loudwire como una "lista de tropos emo" y como una mezcla entre "The Rock Show" de Blink 182  y "Black No. 1"  de Type O Negative. La canción incluso hace referencia lírica a Blink-182, con Willow cantando sobre "sangrando en tu camiseta de Blink".

## Recepción
La revista Billboard elogió la canción por ser un buen ejemplo de cómo Machine Gun Kelly y Willow se habían rebautizado con éxito como parte del renacimiento del pop punk de 2020, afirmando así que "la canción funciona como una cumbre de artistas que elevan su credibilidad en el rock al unísono alegre".

## Personal
- Machine Gun Kelly – voz
- Travis Barker - batería, producción
- Willow Smith - voz